# Кузайкино (Альметьевский район)
 Кузайкино  — село в Альметьевском районе Татарстана. Административный центр и единственный населенный пункт Кузайкинского сельского поселения.

## География
Находится в юго-восточной части Татарстана на расстоянии приблизительно 31 км по прямой на запад-северо-запад от районного центра города Альметьевск.

## История
Основано не позднее 1722 года, в 1891 году здесь была построена Троицкая церковь.

## Население
Постоянных жителей было: в 1782—269 душ мужcкого пола, в 1859—732, в 1897—982, в 1905—1265, в 1913—1528, в 1920—1458, в 1926—1193, в 1938—931, в 1958—789, в 1970—559, в 1979—623, в 1989—592, в 2002 − 609 (русские 70 %), 720 в 2010.